# محمد پاپی
محمد پاپی (زادهٔ ۲۱ اردیبهشت ۱۳۷۷) بازیکن فوتبال اهل ایران است که در پست هافبک برای باشگاه فوتبال ملوان بندر انزلی در لیگ برتر خلیج فارس بازی می‌کند.

## زندگی شخصی
وی برادر کوچکتر حسین پاپی کاپیتان سابق سپاهان است.

## دوران باشگاهی
محمد پاپی سابقه بازی در تیم های سپاهان،تراکتور، فجرسپاسی ، پیکان ، نفت مسجدسلیمان و شمس آذر قزوین را در سابقه کارنامه خود دارد.
پاپی سابقه گلی زدن به سه تیم استقلال و پرسپولیس و سپاهان را دارد.

## افتخارات
وی سابقه قهرمانی با تیم فوتبال شمس آذر قزوین در مسابقات لیگ آزادگان در فصل ۱۴۰۱_۰۲ در سابقه کارنامه ورزشی خود دارد.